# Skarbnik
Skarbnik – osoba powołana do strzeżenia i opiekowania się skarbem.
W dawnej Polsce tytuł skarbnika był tylko honorowym urzędem ziemskim, natomiast ministrami finansów byli podskarbiowie (nadworni, koronni, litewscy, pruscy).
Współcześnie skarbnik to główny księgowy jednostki samorządu terytorialnego.